# آلفين ك. ريس
آلفين ك. ريس (بالإنجليزية: Alvin C. Reis) هو محامي وقاضي وسياسي أمريكي، ولد في 24 مارس 1892، وتوفي في 24 يناير 1956. حزبياً، نشط في الحزب الجمهوري. وقد انتخب عضو جمعية ولاية ويسكونسن وانتخب عضو مجلس ولاية ويسكونسن.